# Ardisia brachypoda
Ardisia brachypoda är en viveväxtart som beskrevs av Ignatz Urban. Ardisia brachypoda ingår i släktet Ardisia och familjen viveväxter. Inga underarter finns listade i Catalogue of Life.